# Tunelska ploskev
Tunelska ploskev je ploskev, ki je nastala kot ovojnica družin sfer, ki jim središča ležijo na  prostorski krivulji. 
Ena stran goriščne ploskve tunelske ploskve generira krivuljo.
Kadar središča sfere ležijo na premici, je tunelska ploskev rotacijska ploskev. 
Dupinove ciklide tvorijo posebni razred ploskev, ki so tunelske ploskve. Za ciklide sta obe veji goriščne ploskve krivulji. Obe sta tudi stožnici. 